# Waitahu (rivière)
La rivière Waitahu  (en anglais : Waitahu River ) est un cours d’eau de la région de la  West Coast  situé dans l’Île du Sud de la Nouvelle-Zélande.

## Géographie
Elle s’écoule généralement vers le nord-est à partir de sa source située dans la chaîne de ‘Victoria Range’ pour atteindre la rivière Inangahua à 5 kilomètresau Nord de la ville de Reefton.